# American Political Science Association
L’American Political Science Association (APSA) est une association professionnelle de science politique américaine dont le siège est situé à Washington. Créée en 1903, elle publie quatre revues académiques (American Political Science Review, Perspectives on Politics, PS Political Science & Politics et The Journal of Political Science Education). En 2019, l'association est organisée en 49 sections qui répondent chacune à une sous-problématique de la science politique (Public Administration, Political Psychology, Political Economy, etc.). L'association organise chaque année un congrès qui compte parmi les plus importants rassemblements de chercheurs en science politique.
Elle est l'équivalent, aux États-Unis, de l'Association française de science politique, même s'il reste difficile de comparer des institutions de taille et d'histoire très différentes.

## Les présidents de l'APSA
- Frank J. Goodnow, 1904-1905
- Albert Shaw, 1905-1906
- Frederick N. Judson, 1906-1907
- James Bryce, 1907-1908
- Abbott Lawrence Lowell, 1908-1909
- Woodrow Wilson, 1909-1910
- Simeon E. Baldwin, 1910-1911
- Albert Bushnell Hart, 1911-1912
- Westel W. Willoughby, 1912-1913
- John Bassett Moore, 1913-1914
- Ernst Freund, 1914-1915
- Jesse Macy, 1915-1916
- Munroe Smith, 1916-1917
- Henry Jones Ford, 1917-1918
- Paul Samuel Reinsch, 1918-1919
- Leo S. Rowe, 1919-1920
- William A. Dunning, 1920-1921
- Harry A. Garfield, 1921-1922
- James Wilford Garner, 1923-1924
- Charles E. Merriam, 1924-1923
- Charles A. Beard, 1925-1924
- William Bennett Munro, 1926-1925
- Jesse S. Reeves, 1927-1926
- John A. Fairlie, 1928-1927
- Benjamin F. Shambaugh, 1929-1928
- Edward S. Corwin, 1930-1929
- William F. Willoughby, 1931-1932
- Isidor Loeb, 1932-1933
- Walter J. Shepard, 1933-1934
- Francis W. Coker, 1934-1935
- Arthur N. Holcombe, 1935-1936
- Thomas Reed Powell, 1936-1937
- Clarence A. Dykstra, 1937-1938
- Charles Grove Haines, 1938-1939
- Robert C. Brooks, 1939-1940
- Frederic A. Ogg, 1940-1941
- William Anderson, 1941-1942
- Robert E. Cushman, 1942-1943
- Leonard D. White, 1943-1944
- John Gaus, 1944-1945
- Walter F. Dodd, 1945-1946
- Arthur W. MacMahon, 1946-1947
- Henry R. Spencer, 1947-1948
- Quincy Wright, 1948-1949
- James K. Pollock, 1949-1950
- Peter H. Odegard, 1950-1951
- Luther Gulick, 1951-1952
- E. Pendleton Herring, 1952-1953
- Ralph J. Bunche, 1953-1954
- Charles McKinley, 1954-1955
- Harold D. Lasswell, 1955-1956
- E.E. Schattschneider, 1956-1957
- V.O. Key, Jr., 1957-1958
- R. Taylor Cole, 1958-1959
- Carl B. Swisher, 1959-1960
- Emmette S. Redford, 1960-1961
- Charles S. Hyneman, 1961-1962
- Carl J. Friedrich, 1962-1963
- C. Herman Pritchett, 1963-1964
- David B. Truman, 1964-1965
- Gabriel A. Almond, 1965-1966
- Robert A. Dahl, 1966-1967
- Merle Fainsod, 1967-1968
- David Easton, 1968-1969
- Karl Deutsch, 1969-1970
- Robert E. Lane, 1970-1971
- Heinz Eulau, 1971-1972
- Robert E. Ward, 1972-1973
- Avery Leiserson, 1973-1974
- Austin Ranney, 1974-1975
- James MacGregor Burns, 1975-1976
- Samuel H. Beer, 1976-1977
- John C. Wahlke, 1977-1978
- Leon D. Epstein, 1978-1979
- Warren E. Miller, 1979-1980
- Charles E. Lindblom, 1980-1981
- Seymour Martin Lipset, 1981-1982
- William H. Riker, 1982-1983
- Philip E. Converse, 1983-1984
- Richard Fenno, 1984-1985
- Aaron B. Wildavsky, 1985-1986
- Samuel P. Huntington, 1986-1987
- Kenneth N. Waltz, 1987-1988
- Lucian W. Pye, 1988-1989
- Judith Shklar, 1989-1990
- Theodore J. Lowi, 1990-1991
- James Q. Wilson, 1991-1992
- Lucius J. Barker, 1992-1993
- Charles O. Jones, 1993-1994
- Sidney Verba, 1994-1995
- Arend Lijphart, 1995-1996
- Elinor Ostrom, 1996-1997
- M. Kent Jennings, 1997-1998
- Matthew Holden Jr., 1998-1999
- Robert Keohane, 1999-2000
- Robert Jervis, 2000-2001
- Robert Putnam, 2001-2002
- Theda Skocpol, 2002-2003
- Susanne Hoeber Rudolph, 2003-2004
- Margaret Levi, 2004-2005
- Ira Katznelson, 2005-2006
- Robert Axelrod, 2006-2007
- Dianne Pinderhughes, 2007-2008
- Peter Katzenstein, 2008-2009
- Henry Brady, 2009-2010
- Carole Pateman, 2010-2011
- G. Bingham Powell, 2011-2012
- Jane Mansbridge, 2012-2013
- John Aldrich, 2013-2014
- Rodney E. Hero, 2014-2015
- Jennifer Hochshild, 2015-2016
- David Lake, 2016-2017
- Kathleen Thelen, 2017-2018
- Rodgers Smith, 2018-2019
- Paula McClain, 2019-2020
- Janet M. Box-Steffensmeier, depuis 2020